# ليونارد ملودينوف
ليونارد ملودينوف (بالإنجليزية: Leonard Mlodinow)‏ هو عالم فيزياء ومؤلف وكاتب سينمائي أمريكي يهودي.

## النشأة
ولد ليونارد ملودينوف في شيكاغو بولاية إليونز، لوالدين كلاهما من ناجي الهولوكوست. كان والده قد أمضى أكثر من عامٍ في معسكر اعتقال بوتشينوود، وكان قبلها قائداً في حركة المقاومة اليهودية ضد النازية في بلدته تشيستوخوفا جنوب بولندا. اهتمَّ ملودينوف في طفولته بعلمي الرياضيات والكيمياء، ولقَّنه عندما كان بالمدرسة الثانوية أستاذ من جامعة إلينوي في إربانا-شامبين علم الكيمياء العضوية.

## الفيزياء
وفق ما قال ملودينوف في كتابه قوس قزح فاينمان فإنَّ اهتمامه تحول أخيراً اتجاه الفيزياء عندما أجل فصلاً دراسياً بالكلية ليقضيه في كيبوتس بإسرائيل، حيث لم يكن يفعل شيئاً يذكر في الليل عدا قراءة كتاب محاضرات فاينمان في الفيزياء، وهو أحد الكتب الإنكليزية القليلة التي عثر عليها في مكتبة المدينة.
عندما كان ملودينوف يدرس الدكتوراة في جامعة كاليفورنيا بكلية التقنية طوَّر مع زميله بابانيكولاو نوعاً جديد من نظرية التشويش خصيصاً لمسائل القيم والمتهجات الذاتية في ميكانيكا الكم. لاحقاً عمل في مؤسسة ألكسندر فون همبولدت بمعهد ماكس بلانك للفيزياء والفيزياء الفلكية في ميونخ، وقائم بعملٍ رائد مع زميله هيلري في ميكانيكا الكم بالعوازل الكهربائية.

## مؤلفات
عمل ليونارد ملودينوف على كتابة البحوث العلمية وكتب الأدبيات العلمية، وكذلك شارك في كتابة سيناريو فلم سينمائي صدر عام 2009 بعنوان Beyond the Horizon (وراء الأفق)، وكذلك لسلسلة تلفزيونية بعنوان Star Trek: The Next Generation وغيرها. بين عامي 2008 و2010، عمل ملودينوف مع الفيزيائي ستيفن هوكنغ على تأليف كتابي تاريخ أكثر إيجازا للزمن وكذلك التصميم العظيم، والذي يتجاوز مؤلفات هوكنغ الأخرى بمناقشته وجود الكون والإله وسبب وجود قوانين الفيزياء على ما هي عليه.

## روابط خارجية
- ليونارد ملودينوف على موقع IMDb (الإنجليزية)
- ليونارد ملودينوف على موقع ميوزك برينز (الإنجليزية)
- ليونارد ملودينوف على موقع قاعدة بيانات الفيلم (الإنجليزية)